# Eudald de Juana
Eudald de Juana (Navata, 1988) es un escultor conocido por sus obras en estilo naturalista, dónde la figura humana es la gran protagonista. Sus obras públicas pueden visitarse en Milán, Barcelona, o Cadaqués. Tiene obra en la colección permanente del Museo del Ampurdán de Figueras y en el MEAM de Barcelona. 

## Biografía
Nació en una familia de escultores en Navata (Gerona). A los 19 años empezó sus estudios de licenciatura en Bellas Artes en la Universidad de Barcelona, donde exploró diferentes disciplinas artísticas, siendo el cuerpo humano su máximo interés. Tras su graduación, en 2012, continuó su formación en escultura y dibujo en la Florence Academy of Art  de Florencia. Su período en Italia le permitió desarrollar su interés en la representación de la figura humana en estilo naturalista, basado en la tradición de las academias francesas e italianas del siglo XIX.  
Tras varios años ejerciendo de profesor de dibujo y escultura en la Florence Academy of Art, desde 2018 crea sus propios workshops con artistas provenientes de todo el mundo. Para Eudald De Juana, compartir sus aprendizajes le permite profundizar sobre sus conocimientos de la representación figurativa.  
De Juana es un gran admirador de la obra y de la técnica de Miquel Blay (Olot 1866 – Madrid 1936)  habiendo realizado varias copias de algunas de sus obras.
Ha participado en la producción de la película Sons of the Neon Night realizando siete esculturas con retratos de los protagonistas. También ha participado en la creación de esculturas monumentales para la película Gladiator 2 dónde destaca la copia de 5 metros de la escultura de Augusto de Prima porta.  

## Obra pública
- 2023: "Memoria", monumento en gran formato que vertebra el memorial de la guerra civil[4] en Figueras. Esta escultura pública fue vandalizada y luego restaurada por el artista.[5]
- 2021: Monumento "Ritorno in Aria" en el Cimeterio Monumentale de Milán en Italia. Escultura de más de dos metros de altura.
- 2017: "Monumento al compositor Manuel Blancafort." Escultura expuesta en la galería de personajes ilustres del Palau de la Música Catalana de Barcelona.[6]
- 2014: "monumento a Carles Rahola". Escultura expuesta en la rambla de Cadaqués.

## Obra en colecciones públicas
- 2019: "Meteor"[7] Resina acrílica y pintura al óleo. 182 x 95 x 50 cm. Expuesta en las colecciones permanentes del Museo del Ampurdán de Figueras. Número de inventario del museo: Ref. 2525.

## Exposiciones destacadas
- 2025 - Exposición en el Harbour City Center de Hong Kong[2] cómo parte de la promoción de la película Sons of the Neon Night (26 de abril - 2 de junio de 2025, Hong Kong).
- 2023 - From delicacy to strenght.  Exposición monográfica. Espaço Exibicionista. Lisboa, Portugal.
- 2019 - Eudald de Juana y la transgresión de la forma (del 5 de octubre de 2019 al 12 de enero de 2020). Museo del Ampurdán, Figueras (Gerona).[8]
- 2012 – Entre la materia y el Espíritu. Galería Dolors Ventós, Figueras (Gerona).[9]